# Prva nogometna liga
La Prva nogometna liga (in lingua italiana: "Prima lega calcistica", abbreviata in 1. NL) è la seconda divisione del campionato croato di calcio.
Fino al 2022 è stata chiamata Druga hrvatska nogometna liga, abbreviata in 2. HNL.

Il 6 giugno 2022, la HNS ha comunicato il cambio dei nomi delle varie categorie in vista della prevista riorganizzazione del sistema calcistico in Croazia: la seconda divisione si sarebbe chiamata semplicemente "Prva nogometna liga" e le sarebbero spettati una parte dei diritti televisivi della prima divisione.
Fino al 1991 le squadre della Croazia militavano nei campionati della Jugoslavia. Le squadre croate delle prime due divisioni jugoslave confluirono nella Prva HNL, quelle della terza divisione e le migliori della Hrvatska republička liga (quarta serie) nella Druga HNL.
Il primo campionato croato di seconda divisione fu iniziato nel 1992, ma a causa della guerra non si poté disputare con regolarità. Dal campionato successivo, quello 1992-93, le squadre sono state divise in un numero variabile di gironi. Il girone è diventato unico dal 2006-2007. Il format del campionato ed il numero di squadre è variato molte volte nel corso degli anni: da un massimo di 82 in 5 gironi 1997-98 alle 12 in girone unico delle ultime stagioni.
Nella 2016-17 vi è stata la sponsorizzazione della FavBet, così da rinominare il torneo FavBet Druga HNL 2016-2017.
Attualmente (2025-26) vi competono 12 squadre, che si affrontano in un girone all'italiana con gare di andata, ritorno e poi un'altra andata stabilita in base al posizionamento dopo le prime 22 gare, per un totale di 33 partite.
Fino al 2022 potevano parteciparvi le "seconde squadre" (Dinamo II, Hajduk II, etc), che però non potevano essere promosse.

## Squadre partecipanti 2025-2026
- BSK Bijelo Brdo
- Cibalia
- Croatia Zmijavci
- Dubrava
- Dugopolje
- Hrvace
- Jarun
- Karlovac 1919
- Opatija
- Orijent
- Rudeš
- Sesvete

## Albo d'oro

### A più gironi (1992-1998 / 2001-2006)
Nei primi 15 anni di esistenza, la Druga HNL è stata impostata su più gironi. Le 5 zone principali (Sud−Dalmazia, Ovest−Istria e Quarnero, Centro−Zagabria, Nord−Zagorje ed Est−Slavonia) sono state più volte accorpate fra loro e poi divise.
| Stagione                                    | Vincitore finale     | Girone Sud                 | Girone Ovest                 | Girone Centro                | Girone Nord            | Girone Est             |                        |
| ------------------------------------------- | -------------------- | -------------------------- | ---------------------------- | ---------------------------- | ---------------------- | ---------------------- | ---------------------- |
| 1992                                        | Radnik V. Gorica     | Primorac Stobreč           | Pazinka                      | Radnik V. Gorica             | Non disputato          | Non disputato          |                        |
| 1992-93                                     | Finale non disputata | Primorac Stobreč (Sud)     | Primorac Stobreč (Sud)       | Dubrava (Nord)               | Dubrava (Nord)         | Dubrava (Nord)         |                        |
| 1993-94                                     | Finale non disputata | Neretva Metković (Sud)     | Neretva Metković (Sud)       | Marsonia (Nord)              | Marsonia (Nord)        | Marsonia (Nord)        |                        |
| 1994-95                                     | Finale non disputata | Uskok Klis                 | Hrvatski Dragovoljac (Ovest) | Hrvatski Dragovoljac (Ovest) | Slavonija Požega (Est) | Slavonija Požega (Est) | Slavonija Požega (Est) |
| 1995-96                                     | Finale non disputata | Junak Sinj                 | Samobor (Ovest)              | Samobor (Ovest)              | Slaven Belupo (Est)    | Slaven Belupo (Est)    | Slaven Belupo (Est)    |
| 1996-97                                     | Finale non disputata | RNK Spalato                | Jadran Parenzo               | Lučko                        | Budućnost Hodošan      | Croatia Đakovo         |                        |
| 1997-98                                     | Cibalia              | RNK Spalato                | Jadran Parenzo               | Segesta                      | Čakovec                | Cibalia                |                        |
| Dal 1998 al 2001 il torneo è a girone unico |                      |                            |                              |                              |                        |                        |                        |
| 2001-02                                     | Finale non disputata | Istria (Ovest/Sud)         | Istria (Ovest/Sud)           | Istria (Ovest/Sud)           | Vukovar (Nord/Est)     | Vukovar (Nord/Est)     |                        |
| 2002-03                                     | Marsonia             | Inker Zaprešić (Ovest/Sud) | Inker Zaprešić (Ovest/Sud)   | Inker Zaprešić (Ovest/Sud)   | Marsonia (Nord/Est)    | Marsonia (Nord/Est)    |                        |
| 2003-04                                     | Pola 1856            | Pola 1856 (Sud)            | Pola 1856 (Sud)              | Pola 1856 (Sud)              | Međimurje (Nord)       | Međimurje (Nord)       |                        |
| 2004-05                                     | Cibalia              | Novalja (Sud)              | Novalja (Sud)                | Novalja (Sud)                | Cibalia (Nord)         | Cibalia (Nord)         |                        |
| 2005-06                                     | Finale non disputata | Sebenico (Sud)             | Sebenico (Sud)               | Sebenico (Sud)               | Belišće (Nord)         | Belišće (Nord)         |                        |

### 1. HNL "B" (1995-1997)
Dal 1995 al 1997 la Prva HNL è stata divisa in due: la Prva HNL "A" (la vera prima divisione) e la Prva HNL "B" (divenuta la seconda), mentre la Druga HNL diveniva la terza serie.
| Stagione | Vincitore            | Secondo posto | Terzo posto | Capocannoniere | Capocannoniere                             | Capocannoniere                           |
| Stagione | Vincitore            | Secondo posto | Terzo posto | Reti           | Giocatore                                  | Squadra                                  |
| -------- | -------------------- | ------------- | ----------- | -------------- | ------------------------------------------ | ---------------------------------------- |
| 1995-96  | Hrvatski Dragovoljac | Mladost 127   | Zara        | 14             | Predrag Jurić Marin Lalić Predrag Lazinica | Hrvatski Dragovoljac Mladost 127 Orijent |
| 1996-97  | Samobor              | Slaven Belupo | Dubrovnik   | ?              | ?                                          | ?                                        |

### A girone unico (1998-2001 / 2006-oggi)
Dal 1998 al 2001 prima, e dal 2006 in poi la Druga HNL adotta la formula del girone unico. Dalla stagione 2008-09 è necessario ottenere ogni anno la licenza sia per essere promossi in Prva HNL e sia per rimanere in Druga; per ottenere le licenze (ce ne sono tre: una per poter accedere alle coppe europee, una per la massima divisione ed una per la seconda) bisogna soddisfare i 5 parametri richiesti (risultato sportivo, infrastrutture, personale amministrativo e professionale, legale e finanziario).
| Stagione                                             | Sqr | Vincitori            | Promozioni                                         | Capocannoniere | Capocannoniere    | Capocannoniere            |
| Stagione                                             | Sqr | Vincitori            | Promozioni                                         | Reti           | Giocatore         | Squadra                   |
| ---------------------------------------------------- | --- | -------------------- | -------------------------------------------------- | -------------- | ----------------- | ------------------------- |
| 1998-99                                              | 19  | Vukovar              | Vukovar Istria                                     | 29             | Dubravko Zrilić   | Segesta                   |
| 1999-00                                              | 17  | Marsonia             | Marsonia Čakovec                                   | 26             | Miroslav Vukić    | Zara, Segesta             |
| 2000-01                                              | 18  | Kamen Ingrad         | Kamen Ingrad Pomorac Zara TŠK Topolovac            | ?              | ?                 | ?                         |
| Dal 2001 al 2006 il torneo è impostato su due gironi |     |                      |                                                    |                |                   |                           |
| 2006-07                                              | 16  | Inter Zaprešić       | Inter Zaprešić Zara                                | 30             | Zdravko Popović   | Croatia Sesvete           |
| 2007-08                                              | 16  | Croatia Sesvete      | Croatia Sesvete                                    | 19             | Marijan Maruna    | Moslavina                 |
| 2008-09                                              | 16  | Istria 1961          | Istria 1961 Karlovac Lokomotiva Zagabria Međimurje | 19             | Marijan Vuka      | Međimurje                 |
| 2009-10                                              | 14  | RNK Spalato          | RNK Spalato Hrvatski Dragovoljac                   | 17             | Romano Obilinović | Imotski                   |
| 2010-11                                              | 16  | HNK Gorica           | Lučko                                              | 19             | Hrvoje Tokić      | Mosor, MV Croatia         |
| 2011-12                                              | 15  | Dugopolje            | nessuna                                            | 16             | Alen Guć          | Dugopolje                 |
| 2012-13                                              | 16  | Hrvatski Dragovoljac | Hrvatski Dragovoljac                               | 18             | Dražen Pilčić     | Pomorac                   |
| 2013-14                                              | 12  | NK Zagabria          | NK Zagabria                                        | 20             | Ilija Nestorovski | Inter Zaprešić            |
| 2014-15                                              | 12  | Inter Zaprešić       | Inter Zaprešić                                     | 24             | Ilija Nestorovski | Inter Zaprešić            |
| 2015-16                                              | 12  | Cibalia              | Cibalia                                            | 15             | Frane Vitaić      | Cibalia                   |
| 2016-17                                              | 12  | Rudeš                | Rudeš                                              | 13             | Benjamin Tatar    | HNK Gorica                |
| 2017-18                                              | 12  | HNK Gorica           | HNK Gorica                                         | 16             | Domagoj Drožđek   | Varaždin                  |
| 2018-19                                              | 14  | Varaždin             | Varaždin                                           | 21             | Leon Benko        | Varaždin                  |
| 2019-20                                              | 16  | Sebenico             | Sebenico                                           | 12             | Mijo Šabić        | Croatia Zmijavci          |
| 2020-21                                              | 18  | Hrvatski Dragovoljac | Hrvatski Dragovoljac                               | 30             | Marko Dabro       | BSK Bijelo Brdo           |
| 2021-22                                              | 16  | Varaždin             | Varaždin                                           | 13             | Ivan Durdov       | Orijent                   |
| 2022-23                                              | 12  | Rudeš                | Rudeš                                              | 14             | Ivor Ljubanović   | Dubrava                   |
| 2023-24                                              | 12  | Sebenico             | Sebenico                                           | 23             | Dominik Dogan     | Zrinski Osječko           |
| 2024-25                                              | 12  | Vukovar              | Vukovar                                            | 15             | Ajdin Mujagić     | BSK Bijelo Brdo / Cibalia |

- disambiguazione: nella tabella appaiono 2 squadre di Pola:
  - Istria che ha mantenuto sempre lo stesso nome e i colori giallo-verdi. È sempre stato nella prime 2 divisioni fino alla 2.HNL 2002-03, da allora milita nelle serie minori.
  - Istria 1961 che, prima di prendere questo nome e questi colori (giallo con croce verde) nel 2007, si è chiamato Uljanik, Pula 1856 e Pula Staro Češko e giocava in blu ed ha fatto un percorso inverso rispetto ai concittadini: prima serie minori, ora in quelle maggiori.

## Vittorie per club
| Squadra              | Vittorie | Anni vittorie    |
| -------------------- | -------- | ---------------- |
| Cibalia              | 3        | 1998, 2005, 2016 |
| Hrvatski Dragovoljac | 3        | 1996, 2013, 2021 |
| Marsonia             | 2        | 2000, 2003       |
| Istria 1961          | 2        | 2004, 2009       |
| Inter Zaprešić       | 2        | 2007, 2015       |
| HNK Gorica           | 2        | 2011, 2018       |
| Varaždin             | 2        | 2019, 2022       |
| Rudeš                | 2        | 2017, 2023       |
| Sebenico             | 2        | 2020, 2024       |
| Vukovar              | 2        | 1999, 2025       |
| Radnik V. Gorica     | 1        | 1992             |
| Samobor              | 1        | 1997             |
| Kamen Ingrad         | 1        | 2001             |
| Croatia Sesvete      | 1        | 2008             |
| RNK Spalato          | 1        | 2010             |
| Dugopolje            | 1        | 2012             |
| NK Zagabria          | 1        | 2014             |